# Kuwait en los Juegos Olímpicos de Londres 2012
Kuwait estuvo representado en los Juegos Olímpicos de Londres 2012 por diez deportistas, ocho hombres y dos mujeres, que compitieron en cuatro deportes.
El portador de la bandera en la ceremonia de apertura fue el tirador Fehaid Al-Deehani.

## Medallistas
El equipo olímpico kuwaití obtuvo las siguientes medallas:
| Nombre            | Deporte | Competición |
| ----------------- | ------- | ----------- |
| Oro               |         |             |
| —                 |         |             |
| Plata             |         |             |
| —                 |         |             |
| Bronce            |         |             |
| Fehaid Al-Deehani | Tiro    | Foso M      |